# Кысыр
Кысыр (тур. Kısır, курд. Qisir) — салат на основе булгура, который встречается в турецкой и курдской кухнях. Главные ингредиенты — хорошо помолотый булгур, петрушка и томатная паста. Также, часто при приготовлении используются зелёный лук, чеснок (в некоторых регионах), томаты, салат, оливковое масло, лимонный сок, кислая гранатовая патока (к примеру, добавляется в Антакье) и такие специи, как соль, перец, паприка и мята.
Булгур варится 15-20 минут. Затем, необходимо нарезать зелёный лук, петрушку, мяту и томаты. Булгур следом смешивают с томатной пастой, оливковым маслом и лимонным соком, с нарезанными ингредиентами и специями.
Его можно подавать с листьями салата. У салата красноватый цвет из-за добавления томатной пасты. Он подается при комнатной температуре либо как гарнир, либо как часть мезе.
Салат похож на ливанский табуле, и иногда с ним путается.